# L'Or maudit
Pour plus de détails, voir Fiche technique et Distribution.
L'Or maudit (titre original : Sutter's Gold) est un film américain réalisé par James Cruze et sorti en 1936.

## Synopsis
Pendant la ruée vers l'or en Californie en 1849, on découvre de l'or dans la propriété de John Sutter, un immigrant d'origine Suisse.

## Fiche technique
- Titre original : Sutter's Gold
- Titre français : L'Or maudit
- Réalisation : James Cruze
- Scénario : Bruno Frank, Jack Kirkland (en), George O'Neil (en), Walter Woods (en) d'après le roman L'Or. La merveilleuse histoire du général Johann August Suter de Blaise Cendrars
- Production : Universal Pictures
- Genre : Western
- Image : George Robinson
- Musique : Franz Waxman
- Lieu de tournage :  Barton Flats, San Bernardino Mountains, Californie
- Montage : Philip Cahn
- Durée : 94 minutes
- Date de sortie : 
  - États-Unis : 1er mars 1936

## Distribution
- Edward Arnold : Johan (John) Sutter
- Lee Tracy : Pete Perkin
- Binnie Barnes : Comtesse Elizabeth Bartoffski
- Katharine Alexander : Anna Sutter
- Montagu Love : Capitaine Kettleson
- Addison Richards : James Marshall
- John Miljan : Général Juan Bautista Alvarado
- Harry Carey : Kit Carson
- William Janney (en) : John Sutter Jr.
- Nan Grey : Ann Eliza Sutter
- Robert Warwick : Général Alexander Rotscheff
- Morgan Wallace : Général Fremont
- Allen Vincent : Juan Bautista Alvarado Jr.
- Mitchell Lewis : King Kamehameha
- Harry Stubbs : John Jacob Astor

Acteurs non crédités
- Frank Austin : prospecteur au bar
- Ed Brady : marin